# عدنان الدليمي
عدنان محمد سلمان الدليمي (1932 - 3 أيار/مايو 2017)، سياسي وأكاديمي عراقي.

## النسب والنشأة
ينتسب عدنان الدليمي إلى عشيرة البو عيثة المتفرعة من البو ذياب من قبيلة الدليم، ولد عدنان في بيت والده في حي المشراق بمدينة البصرة، قرب بيت باشا أعيان، في عام 1932م، وعمل في التدريس لمدة خمسين عاماً، وقضى نصفها في كلية الآداب بجامعة بغداد. ولقد كان عضواً في مجلس النواب العراقي ورئيساً لكتلة (جبهة التوافق العراقية).

## حياته وأعماله
- حصل على شهادة الماجستير عام 1965م، من كلية الآداب في جامعة القاهرة، ثم حصل على شهادة دكتوراه في اللغة العربية في عام 1969.
- انتمى إلى حركة الإخوان المسلمين منذ كان عمرهُ ثمانية عشر عاماً، وكان اهتمامه منصباً للدعوة والإرشاد وسافر من أجلها إلى جميع محافظات العراق، ولخارج العراق أيضاً.
- عمل مع الشيخ محمد محمود الصواف والشيخ أمجد الزهاوي في التصدي للمد الشيوعي في العراق
- عمل في التدريس في كلية الشريعة في مكة المكرمة، في فترة عقد الستينيات ولمدة ثلاث سنوات.
- وغادر العراق عام 1994م إلى الأردن، حيث عمل في جامعة الزرقاء الأهلية عميداً لكليتي الآداب والشريعة وكان استاذاً للدراسات العليا فيها.
- وعاد للعراق بعد الغزو الأمريكي للعراق عام 2003م، ليساهم في العمل السياسي، وهو نائب سابق في مجلس النواب العراقي، وكان يشغل منصب رئيس جبهة التوافق العراقية التي تحتل 44 مقعداً من مقاعد مجلس النواب العراقي.
- شغل منصب رئيس ديوان الوقف السني في العراق حيث عُيّن وفق قرار مجلس الحكم الانتقالي العراقي في 25 رجب 1424هـ / 22 تشرين الأول 2003م،
- أسس ورأس مؤتمر أهل العراق.

## معاناته
- تعرض لعدة محاولات اغتيال بسبب مواقفه الصريحة ضد حملة التصفيات الطائفية، وألقي القبض على أحد أبنائه بتهمة معاونة الإرهاب، وأطلق سراحه لبراءته أمام محكمة عراقية، وتعرّض لضغوط كثيرة من عدة جهات لأجل مغادرة العراق.
- تعرضت دار سكنه الواقعة في حي العدل إلى سقوط عدة قذائف هاون عليها من قبل المليشيات الطائفية لمدة أربعة أشهر، ولم يغادر بيته رغم معظم المحاولات لتحويلهِ من دارهِ وبالإضافة إلى المحاولات التي قامت بها الحكومة لتغيير موقع سكنه إلى المنطقة الخضراء
- اعتقل ولداه وستون شخصاً من الحماية الخاصة بهِ منذ عام 2007م، ثم أفرج عن أحد ولديه لعدم ثبوت التهم الموجهة ضده.
- قتل زوج ابنته (النائبة في البرلمان العراقي الدكتورة أسماء الدليمي) بتفجير انتحاري من قبل تنظيم القاعدة ولقد استهدف التفجير قائد الصحوة في منطقة الأعظمية في 7 كانون الثاني 2008م.
- أُفرج عن عناصر حمايته وموظفي مكتبه بأمر من المحكمة بعد ثبوت براءتهم، وحصل الإفراج عنهم بعد مكوثهم في سجون الحكومة العراقية من عام 2007 لغاية عام 2015.
- وبقي نجله مكي في سجون بغداد ولم يصدر في حقه حكم الإفراج بالرغم من ثبوت براءته من كل التهم والدعاوي الكيدية التي وجهت ضده.

## وفاته
توفي السياسي العراقي عدنان الدليمي في يوم الأربعاء الثالث من شهر مايو/ أيار 2017م في محافظة أربيل.